# شیائو شین
شیائو شین(چینی:小辛) زاده شده با نام زی دیان(چینی:子佃) یا زی سونگ(چینی:子颂) شاهی بود از شاهان دودمان شانگ در چین.
سیما کیان، تاریخنگار و نویسنده هان، در کتاب شیجی، او را بیستمین پادشاه شانگ دانسته است که پس از برادرش پان گینگ در سال جیاوو(چینی:甲午) در تختگاه این(چینی:殷) به شاهی نشسست و کین شی(چینی:卿士) وزیر اعظم او بود. او سه سال فرمان راند؛ پس از مرگ به وی عنوان شیائو شین گفته شد. پس از مرگ وی، برادرش، شیائو یی به پادشاهی رسید.
کتیبه نگاری بر استخوان و لاک لاک پشتان، جیا گو ون که در یینگسو کشف شده اند، او را نوزدهمین شاه شانگ دانسته است.